# Hernán Méndez
Hernán Méndez Alonso (Bogotá, 28 de enero de 1959) es un actor colombiano de cine, teatro y televisión. Es reconocido por varias producciones nacionales.

## Carrera
En el año 1980 ingresa a la Escuela Distrital de teatro de Bogotá "Luis Enrique Osorio"  hoy (ASAB) después de intentar durante dos semestres, ser sociólogo y en 1984 ingresa a la Escuela Nacional de Arte Dramático (ENAD) ya desaparecida. En el año 1985 emprende la ruta profesional al ser aceptado y formar parte del proyecto "Compañia Nacional de Teatro" bajo la dirección del maestro José Juaquin Ramirez Barrero (Paco Barrero), quien orienta el trabajo actoral desde la dramaturgia de William Shakespeare, proyecto que no logra su objetivo. Se reinventa al decidir ser un actor independiente y alternar en producciones de funadaciones teatrales, como MascaroTeatro, "El Jardín de los Ceresos, de Antón Chéjov, El Arquitecto y el Emperador de Asiria de Fernando Arrabal, tesis de grado de dirección de Hector Naranjo, adaptación libre de la novela Los Demonios, de Fiódor Dostoyevski con el Tetaro Tierra, de Juan Carlos Moyano. Hoy su actividad es permanente y se espera su aparición en los estrenos de las últimas producciones en las que ha párticipado en cine, Santa Maria y en televisión nacional, El Juicio del Conde. Se proyecta como guionista y realizador. Aporta su conocimiento y experiencia en el área pedagógica, como orientador en programas nacionales de formación como el INI (Imaginando Nuestra Imagen).
Ha sido galardonado con los premios a mejor actor Bogoshorts Film Festival, Santa Lucia, y Festival Internacional de Montería, Árbol de Guacari, entre otros.
Participante en el Festival de Cannes. Además de actuar en múltiples obras de Teatro universal, entre las últimas, Don Juan de Mollier, en Festival Internacional Cervantino,  Naranja Azul de Joe Penhal en el Festival Iberoamericano de Teatro de Bogotá y un sinnúmero de series en televisión: No olvidarás mi nombre, Correo de inocentes, El capo, La reina del sur, entre otras.
En el cine El silencio del río, La sangre y la lluvia, Satanás, La primera noche, La defensa del dragón, Los colores de la montaña y cortometrajes colombianos reconocidos a nivel internacional, entre ellos se destaca La cerca.

## Filmografía

### Televisión
- Hombres de Dios (2021) — Padre Francisco[3]
- El juicio del Conde (2020) — Conde
- La reina del sur 2  (2019) — General Rodríguez Quiroga
- María Magdalena  (2018-2019) — Aziel
- Pasajeros (2018)
- El buen verdugo (2018) — Alquimista
- No olvidarás mi nombre  (2017) — Hipólito Castillo
- La ley del corazón  (2016-2017)
- Laura, la santa colombiana  (2015)
- ¿Quién mató a Patricia Soler? (2015) — Fidel Acero
- La viuda negra (2014)
- Kdabra  (2013) — Lorenzo
- Pablo Escobar, el patrón del mal (2012)- Fidel Escobar
- El secretario  (2011-2012) — Heriberto Cuéllar 'Don Omar'
- Correo de inocentes  (2011) — Don Cosme
- Operación Jaque  (2010)
- Tu voz estéreo (2010) — Gonzalo
- El capo  (2009-2010) — Coronel Ismael Concha
- Sin senos no hay paraíso  (2008-2009)
- Doña Bárbara  (2008-2009) — Diomedes Cabello 'Perro de Agua
- Montecristo (2007) — Padre Pedro
- Zorro: la espada y la rosa (2007) — Fulgencio
- Criminal  (2006) — Rodrigo Roca 'El Mono'
- Casados con hijos (2005) — Gerente (Ep: El Supermercado 1 y 2)
- Dora, la celadora  (2004-2005) — Obdulio
- Mesa para tres  (2004) — Pedraza
- ¿Por qué diablos?  (1999-2000)
- Fuego Verde  (1996-1998)
- El último beso  (1992-1993)
- Pasiones secretas  (1992-1993)
- La mujer doble  (1992-1993)
- N.N.  (1990-1993)

## Cine
- Nadie sabe para quién trabaja (2017) — Bernardo El Chucho Ángel
- Perros (2016)
- La defensa del dragón (2016) — Joaquín
- El soborno del cielo. (2016) Don Aristóbulo
- Ella (2015)
- El silencio del río (2015) — Epifanio
- Bolaetrapo (2013) — Chepe
- Los colores de la montaña (2010) — Ernesto
- La sangre y la lluvia (2009) — Teniente González
- La pasión de Gabriel (2008) — Don Pablo Cifuentes
- La milagrosa (2008) — Chino Medina
- Dr. Alemán (2008) — Dr. Méndez
- Los actores de conflicto (2008) — Aristóbulo Yepes - Hotel Manager
- Los fantasmas del DAS (2007) — Jairo
- Buscando a Miguel (2007) — Pedro
- Satanás (2007) — Ajedrecista
- La cerca (2005)
- La primera noche (2003) — El indio
- Posición viciada (1997)
- La mujer del piso alto (1996)
- Fuego dormido (1996)